# Asida (chi bọ cánh cứng)
Asida là một chi lớn của bọ cánh cứng đen. Chúng được tìm thấy quanh Tây Âu, đặc biệt gần Địa Trung Hải.

## Phân chi
Chi này có 23 phân chia, được chia thành nhiều loài. Có một số loài chưng được xác định vào một chi.